# Васин, Владимир Васильевич
Влади́мир Васи́льевич Ва́син (род. 2 ноября 1941, с. Бараково, Оренбургская область) — советский и российский математик, член-корреспондент РАН (1994).

## Биография
Родился 2 ноября 1941 г. в селе Бараково Шарлыкского района Оренбургской области.
В 1964 году окончил Уральский государственный университет по специальности «математика». С 1964 года работает в Институте математики и механики УрО АН СССР-РАН в должностях младшего научного сотрудника, старшего научного сотрудника, заведующего сектором, заместителя директора. С 1994 года по настоящее время — заведующий Отделом некорректных задач анализа и приложений.
Кандидат физико-математических наук (1971), диссертация «Некорректные задачи в В-пространствах и их приближённое решение вариационными методами».
Доктор физико-математических наук (1985), диссертация «Дискретизация, итерационно-аппроксимационные алгоритмы решения неустойчивых задач и их приложения».
Профессор УрГУ.
Член-корреспондент РАН c 31.03.1994 — Отделение информатики, вычислительной техники и автоматизации (информатика).

## Научная деятельность
В. В. Васин принадлежит к научной школе некорректных задач, созданной выдающимся российским математиком В. К. Ивановым.
Круг научных интересов В. В. Васина включает вопросы дискретной аппроксимации, итерационно-аппроксимационные методы решения задач оптимизации, методы итеративной регуляризации нелинейных операторных уравнений и их приложения к проблемам геофизики и динамических систем, вопросы построения регулярных процессов решения некорректных задач с априорной информацией и их применения в задачах вычислительной диагностики

#### Основные публикации
- Теория некорректных задач и её приложения. М., 1978 (в соавторстве с В. К. Ивановым и В. П. Тананой)
- Методы решения неустойчивых задач. Свердловск, 1989
- Ill-posed problems with a priori information. Utrecht, 1995 (в соавторстве с А. Л. Агеевым)

Является автором и соавтором более 80 научных статей.